# أسبوع التلقيح الأوروبي

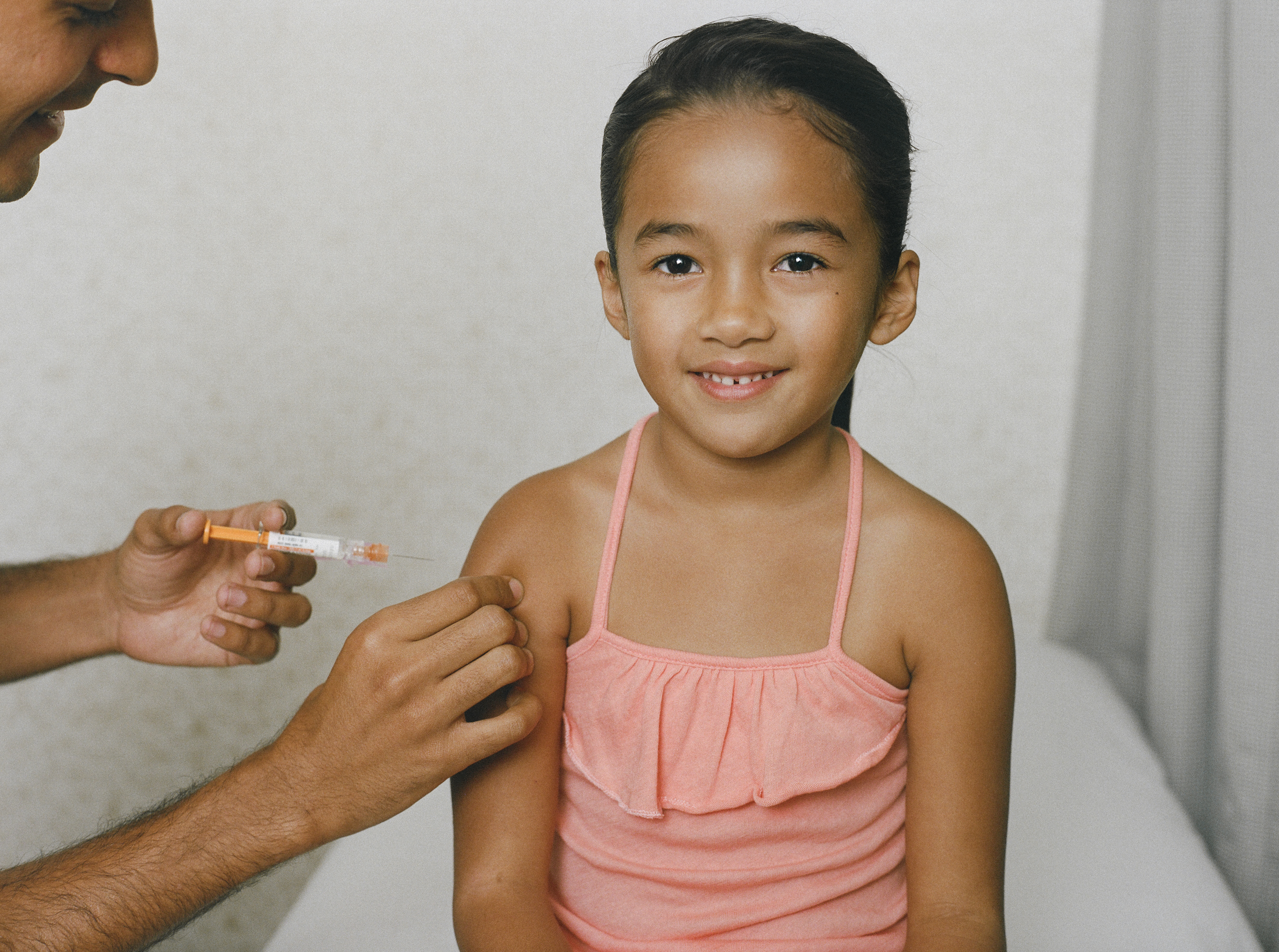
أسبوع التلقيح الأوروبي: حملة سنوية لتعزيز التوعية بأهمية اللقاحات

أسبوع التلقيح الأوروبي (EIW) هو مبادرة إقليمية سنوية، نسقها من المكتب الإقليمي لمنظمة الصحة العالمية في أوروبا (WHO / Europe) ، لتعزيز التلقيح ضد الأمراض التي يمكن الوقاية منها بالمصل المضاد التي يمكن الوقاية منها منذ إطلاقه في عام 2008.
وتنفذ أنشطتهت من خلال مشاركة منظمة الصحة العالمية والدول الأعضاء في أوروبا.
في الماضي، شملت: نشر مواد معلوماتية حول التلقيح، وتنظيم حملات التلقيح، وتنظيم حملات  تدريبية للعاملين في مجال الرعاية الصحية، وتنظيم ورش عمل أو مؤتمرات مع صناع القرار السياسي لمناقشة التحصين، وعقد مؤتمرات صحفية حول إشكاليات المتعلقة بالتلقيح.
يقام (إسبوع التلقيح الأوروبي) كل عام في أبريل. انتشرت المبادرة من أوروبا إلى الأمريكتين لتصبح جهدًا عالميًا يعرف باسم (أسبوع التحصين العالمي). تعزز المبادرة الرسالة بأن تلقيح كل طفل أمر حيوي للوقاية من الأمراض وحماية الحياة. شعار (أسبوع التلقيح العالمي) هو: منع. يحمي.تلقيح.
كما قالت منظمة الصحة العالمية / أوروبا، فإن هدف (إسبوع التلقيح الأوروبي) هو: زيادة تغطية التلقيح (التطعيم) في جميع أنحاء المنطقة الأوروبية من خلال رفع مستوى الوعي المحلي حول فوائد التلقيح؛ لزيادة أنظمة التلقيح الوطنية ؛ وتوفير إطار لحشد الدعم العام والسياسي لجهود التلقيح.

## خلفية
تم تنفيذ أول (اسبوع التلقيح الأوروبي) في أكتوبر 2005 من قبل منظمة الصحة العالمية في أوروبا وعدد من الدول الأعضاء في جميع أنحاءالمنطقة.
وكان الهدف منه أن يكون مبادرة سنوية لرفع مستوى الوعي وتحسين الاتصال والدعوة إلى التلقيح عبر المنطقة الأوروبية لمنظمة الصحة العالمية.
بدأ (اسبوع التلقيح الأوروبي ) بدافع القلق من أن التلقيح أصبح أقل قيمة بسبب انخفاض نسب الإصابة بالأمراض المعدية وتقليل الخوف منها.  ونتيجة لذلك، انخفضت معدلات التغطية في العديد من البلدان عبر المنطقة الأوروبية لمنظمة الصحة العالمية ؛ وقد أدى ذلك إلى تفشي أمراض منتشرة كبيرة. يختلف متوسط معدلات التغطية بشكل كبير بين الدول الأعضاء، على أي حال توجد مجموعات معرضة للعدوى في جميع أنحاء المنطقة. تأثر هذا الانخفاض في معدلات التغطية بالخوف من وسائل الإعلام والمجموعات والأفراد المعارضين للتلقيح. كما يعاني التلقيح في الغالب من ضعف الالتزام السياسي بسبب تنافس الأولويات الصحية.
تهدف (اسبوع التلقيح الوروبي) إلى زيادة تغطية التطعيم من خلال زيادة الوعي بأهمية حاجة كل طفل والحق في الحماية من الأمراض التي يمكن الوقاية منها باللقاحات. تستهدف هذه المبادرة الآباء ومقدمي الرعاية والمهنيين في مجال الرعاية الصحية وصانعي السياسات. كما يتم التركيز بشكل خاص على الأنشطة التي تستهدف الفئات الضعيفة وتوسيع نطاق الوصول إلى اللقاحات طوال دورة الحياة.

## شركاء اسبوع التلقيح الأوروبي
تشمل المنظمات الشريكة المشاركة في (اسبوع التلقيح العالمي) ، على سبيل المثال لا الحصر، اليونيسف ومبادرة الحصبة والحصبة الألمانية والمركز الأوروبي للوقاية من الأمراض والسيطرة عليها  ومنظمة الروتاري الدولية. تجري الأنشطة المنظمة على المستويين المحلي والأقليمي في جميع الدول الأعضاء في منظمة الصحة العالمية بمشاركة مجموعة واسعة من أصحاب المصلحة.

### الراعي الملكي لاسبوع التلقيح العالمي
الأميرة ماري ولي العهد الدنماركي هي راعية المكتب الإقليمي لمنظمة الصحة العالمية في أوروبا، وعلى هذا النحو، شاركت في الأنشطة المتعلقة بأسبوع التلقيح الأوروبي. في إطلاق معرض (اسبوع التلقيح العالمي) 2008 ، قالت: «من حق كل طفل أن ينمو بصحة جيدة، وأن يتم تطعيمه ضد تلك الأمراض التي يمكن السيطرة عليها بسهولة. آمل أن تعمل دول المنطقة بسرعة وفعالية لضمان حصول الأطفال والبالغين، وخاصة أولئك الذين هم في مجموعات ضعيفة ويصعب الوصول إليها، على خدمات التحصين والخدمات الصحية الأساسية».